# Brachinus rugipennis
Brachinus rugipennis är en skalbaggsart som beskrevs av Maximilien de Chaudoir. Brachinus rugipennis ingår i släktet Brachinus och familjen jordlöpare. Inga underarter finns listade i Catalogue of Life.